# ビル・ウィルソン

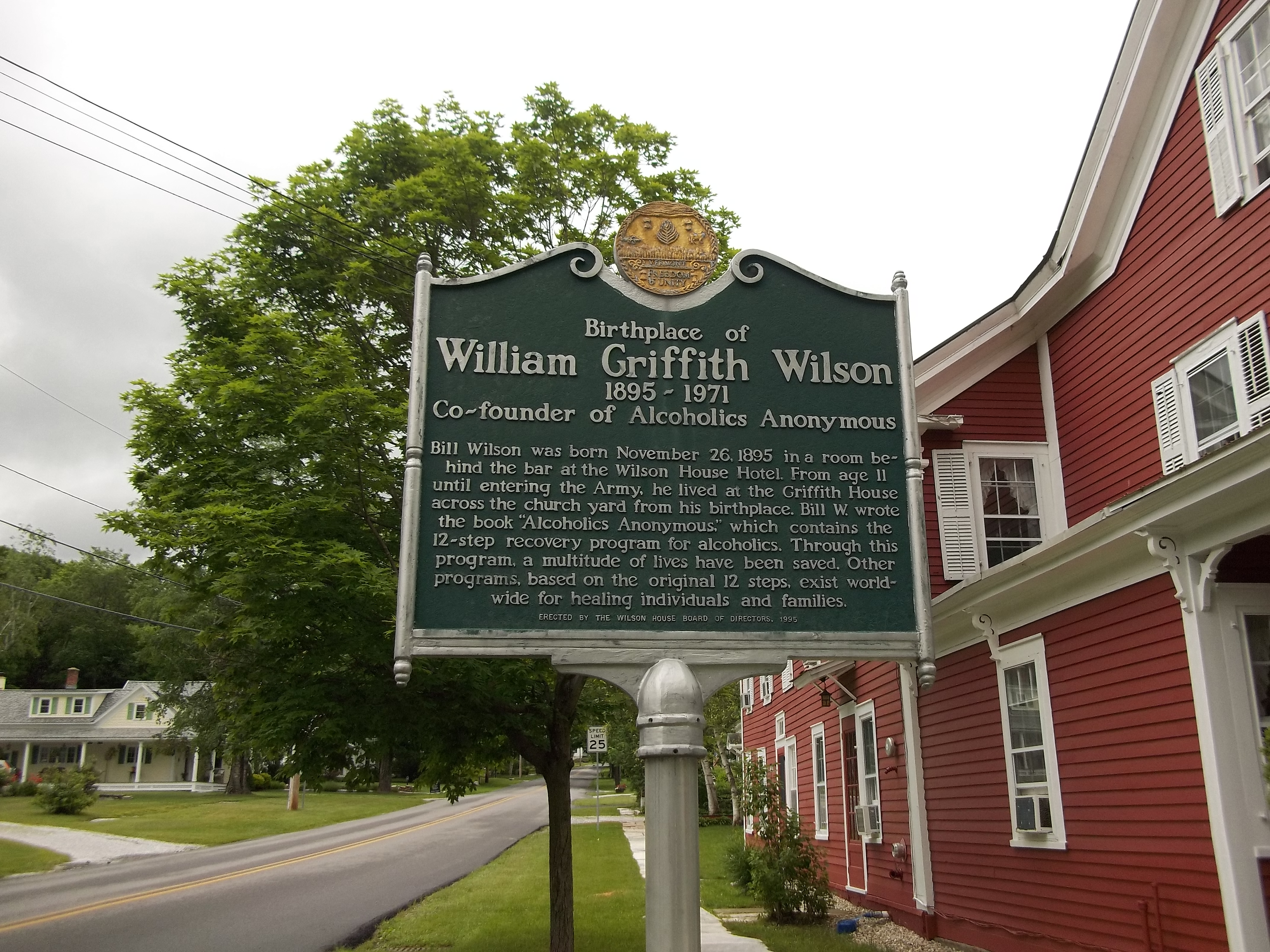
ビルの生誕地

ビル・ウィルソン（Bill Wilson、本名ウィリアム・グリフィス・ウィルソン、William Griffith Wilson、1895年11月26日 - 1971年1月24日）は、アメリカ発祥のアルコール依存症を克服するための自助グループ、「アルコホーリクス・アノニマス」 (Alcoholics Anonymous, A.A.) の共同創設者のひとり。一般にはビル・W.として知られており、飲酒の克服のために12ステップモデルを開発し、アルコール依存症克服運動の象徴の一人となった。
A.A.のもう一人の共同創設者はボブ・スミス博士。ビルの妻、ロイス・ウィルソンは、アルコール依存者の友人と家族への支援を専門に行なっているグループAl-Anon（アラノン）の創設者である。

## 来歴
ウィルソンはバーモント州東ドーセットでギルマン・バロウズ・ウィルソンとエミリー・グリフィスの間に生まれた。普通の少年時代をすごした後、第一次世界大戦のとき兵役につき、その間大量の飲酒に頼った。その後1920年代にウォール街の周辺を出入りしたが、株式ブローカーになることはなかった。

### ターニングポイント
ある日、エビー・サッチャーという昔の飲み友達がウィルソンの家を訪れることになった。一日中飲みながら昔話に花を咲かそうと期待していたウィルソンは、サッチャーが飲酒を断ったことに驚いた。サッチャーはウィルソンに「私は信仰を得たんだ」と語ったのだった。サッチャーはオックスフォードグループとして知られている宗教的な集まりに参加していた。オックスフォードグループは福音派のグループの一つで、アルコール依存者が飲酒をやめることを支援していた。
ウィルソンはサッチャーの禁酒の誘いを辞退した。しかしその後に彼は、暴飲から入院することになった。病院で回復する間にウィルソンは「スピリチュアルな体験」をし、飲まなければならないという彼の強迫観念はたちまち消滅してしまった。ウィルソンは、自身の自然発生的なアルコール依存症からの解放とサッチャーの最近の訪問とを結びつけて考えた。そしてサッチャーが彼にしたように、今度はウィルソンが彼の回復のメッセージを他の人たちに伝えようと決意した。

### ボブ・スミスとの出会い
ウィルソンはアルコール依存症患者になりかけている人を助けることに関心を持ち、オックスフォード運動に参加したが、その最初の6ヶ月間はほとんど成功が得られなかった。それからしばらくして、彼は商取引のためにオハイオ州アクロンへ旅行したが、その取引は失敗し、フラストレーションのあまり彼は再び酒を飲みたくなった。
彼は酒を飲む代わりに、ホテルの電話ボックスに閉じこもり、電話帳で探し当てた教会の修道女に電話した。彼は、飲むのを避ける唯一の希望は、共に語るべき問題を抱えた飲酒者の仲間を探し出すことだという結論を得ていたので、そういった一人を探そうと考えたのだった。この結果、同じく飲酒癖を持っていた、ボブ・スミスという地方の外科医との翌日の出会い-5月母の日-につながった。ボブ自身も飲み続けることを断念し、ビルに再会する。そして、共に飲酒者の仲間を探そうと決意する。これがAlcoholics Anonymous（アルコホーリクス・アノニマス）という運動、霊的共同体の始まりだった。その日、1935年6月10日がAAの創立日と見なされている。

### アルコホーリクス・アノニマス運動
数年の内にアクロンとニューヨークの二つの町で始まった依存症者の集まりは、回復者が百人を越えるようになった。そこで、ウィルソンはアルコール依存症からの回復についての経験をまとめた本を書くことに決めた。その本の第5章で、ビルは「どうやればうまくいくのか」を説明し、12のステップを文書化した。このステップの考えはオックスフォードグループの6つのステップをアルコール依存症からの回復に特化したものだった。1939年発行されたこの本のタイトルは、熟慮の結果『アルコホーリクス・アノニマス』が選択され、そしてこれが新しい運動の名前にもなった。
当初この本はほとんど成功しなかった。しかし、1941年にサタデー・イブニング・ポスト紙の記者、ジャック・アレクサンダーによって書かれた、アルコール依存症からの回復計画について語るこの噂の団体についての記事は、アルコホーリクス・アノニマスを有名にし運動を全米に広げる火となった。

### 12の伝統
1940年代になって、ウィルソンは同じような団体が既に1800年代に存在していたことを知った。その団体はワシントニアンと呼ばれていた。A.A.に似た運動がかつて存在したが次第に消えていっていたという事実は、A.A. の将来についての厄介な暗示を表していた。
ワシントニアンが崩壊した原因は、アルコール依存症からの回復という当初の目的を外れて、日々の様々な問題へと多岐化して焦点を失ったからだったといわれる。同じような運命を恐れたため、ウィルソンは、何がA.A.であって何がA.A.でないかを定義するガイドラインを確立しなければならないと考え始めた。これは12のステップを補完する「12の伝統」として記述された。
これらの伝統はA.A.を次のようなものであると説明している。世論を発表せず、主義を支持せず反対もせず、会員に禁酒の願望を越える要求を課さず、公共のレベルにおいては匿名のままでいるよう会員に勧告する・・・等々。
ウィルソンは個人的な知名度を嫌う人物ではなかったが、12の伝統を決めた後、彼は匿名会員になり、「公共の匿名」の原則がA.A.が推進する最も素晴らしい「崇高な原則」であると述べるようになった。かれがビル・ウィルソンではなく、ファミリーネームをイニシャル化した、ビル・W.で知られるのはこのためである。ウィルソンは、エール大学からの名誉学位を含む多数の栄誉を辞退し、そして彼自身が雑誌の表紙に載ることを許さなかった。

### A.A.その後
ウィルソンは禁酒の前後に長い鬱に苦しみ、精神病の治療を受けた。そのときカリフォルニア州のトラブコ大学で、オルダス・ハクスリーや同大学の創設者ジェラルド・ハードと友人になった。ハックスリーはウィルソンを「20世紀の最も偉大な社会の建築家」と呼んでいる。
1950年代にウィルソンとハードは、アルコール依存症者と薬物依存症者が乱用のサイクルを止めるのを助ける可能性があるという理論があった、幻覚剤LSDを使った実験をした。しかし、LSDの有用性についてのこれらの主張は異議を唱えられ、LSDが1970年10月27日にDEAによって第一種規制薬物に指定されたために、それ以上の調査はされなかった。
生涯を通して喫煙者だったウィルソンはフロリダ州マイアミで1971年1月24日に気腫と肺炎のため死亡した。

## 遺産
「ビル・Wの友人たち」という表現は、アルコール依存者の会を示す暗号である。
ビル・ウィルソンの物語とA.A.の創立は、1989年『我が名はビル・W』でTVドラマ化され、ジェームズ・ウッズとジェームズ・ガーナーが出演した。
タイム誌はウィルソンを、「タイム誌が選ぶ20世紀の100人」のひとりに掲げた。